# Болдырев, Иван Владимирович
Иван Владимирович Болдырев (род. 20 января 1988, Липецк) — российский хоккеист, защитник. Воспитанник липецкого хоккея. Мастер спорта России (2013).

## Биография
Иван Владимирович Болдырев родился 20 января 1988 года в городе Липецке Липецкой области.
Начал свою профессиональную карьеру в 2006 году в составе саратовского клуба Высшей лиги «Кристалл», выступая до этого за фарм-клуб ярославского «Локомотива». В своём дебютном сезоне Иван провёл на площадке 24 матча, набрав 2 (1+1) очка. Перед началом следующего сезона Болдырев подписал контракт с курганским клубом «Зауралье», в составе которого за полтора года выступлений он сумел набрать 5 (1+4) очков 65 проведённых матчах.
В 2005 году в составе сборной России принял участие в 5 играх за Кубок Мира (юниоры 1988 г. р).
В середине сезона 2008/09 Иван перешёл в екатеринбургский «Автомобилист», однако, проведя в его составе 20 матчей, он покинул клуб и заключил соглашение с ижевской «Ижсталью». Летом 2009 года Болдырев стал игроком нефтекамского «Тороса», с которым в том же сезоне он сумел дойти до финала Кубка Братина. Перед началом сезона 2010/11 Иван был включён в основной состав уфимского «Салавата Юлаева», однако, так и не сыграв за клуб ни одного матча, 22 сентября 2010 года он был командирован обратно в «Торос».
Тем не менее, спустя полтора месяца Болдырев вернулся в Уфу, и 3 ноября в матче против московского «Динамо» он дебютировал в Континентальной хоккейной лиге. Всего в том сезоне Иван провёл 11 матчей за «Салават Юлаев», став вместе с клубом обладателем Кубка Гагарина.
С 16 октября 2012 года по 19 ноября 2013 года являлся игроком (№ 52) пензенского хоккейного клуба «Дизель», выступающего в ВХЛ.
Приказом от 8 апреля 2013 года № 36-нг присвоено спортивное звание «Мастер спорта России».
С сентября 2015 года играет в команде «АМК» Товарищеской хоккейной лиги.

## Достижения
- Финалист Кубка Братина 2010.
- Обладатель Кубка Гагарина 2011.
- Обладатель Кубка Братина 2012.

## Статистика выступлений
Последнее обновление: декабрь 2013 года
|                 |                 |                 |                 | Регулярный сезон | Регулярный сезон | Регулярный сезон | Регулярный сезон | Регулярный сезон | Регулярный сезон | Плей-офф | Плей-офф | Плей-офф | Плей-офф | Плей-офф | Плей-офф |
| Сезон           | Команда         | Город           | Лига            | Игр              | Г                | П                | Очк              | +/-              | Штр              | Игр      | Г        | П        | Очк      | +/-      | Штр      |
| --------------- | --------------- | --------------- | --------------- | ---------------- | ---------------- | ---------------- | ---------------- | ---------------- | ---------------- | -------- | -------- | -------- | -------- | -------- | -------- |
| 2005/06         | Локомотив-2     | Ярославль       | Первая лига     | 52               | 0                | 2                | 2                | --               | 50               | —        | —        | —        | —        | —        | —        |
| 2006/07         | Локомотив-2     | Ярославль       | Первая лига     | 25               | 4                | 3                | 7                | +9               | 16               | —        | —        | —        | —        | —        | —        |
| 2006/07         | Кристалл Св     | Саратов         | Высшая лига     | 21               | 1                | 1                | 2                | +4               | 22               | 3        | 0        | 0        | 0        | -1       | 2        |
| 2007/08         | Зауралье        | Курган          | Высшая лига     | 44               | 1                | 2                | 3                | -10              | 44               | —        | —        | —        | —        | —        | —        |
| 2008/09         | Зауралье        | Курган          | Высшая лига     | 21               | 0                | 2                | 2                | +2               | 26               | —        | —        | —        | —        | —        | —        |
| 2008/09         | Автомобилист-2  | Екатеринбург    | Первая лига     | 3                | 1                | 2                | 3                | --               | 0                | —        | —        | —        | —        | —        | —        |
| 2008/09         | Автомобилист    | Екатеринбург    | Высшая лига     | 20               | 0                | 3                | 3                | +6               | 14               | —        | —        | —        | —        | —        | —        |
| 2008/09         | Ижсталь         | Ижевск          | Высшая лига     | 8                | 0                | 0                | 0                | +4               | 8                | 9        | 0        | 2        | 2        | +1       | 4        |
| 2009/10         | Торос-2         | Нефтекамск      | Первая лига     | 5                | 1                | 2                | 3                | --               | 0                | —        | —        | —        | —        | —        | —        |
| 2009/10         | Торос           | Нефтекамск      | Высшая лига     | 32               | 1                | 3                | 4                | +13              | 14               | 15       | 0        | 0        | 0        | +1       | 8        |
| 2010/11         | Салават Юлаев   | Уфа             | КХЛ             | 11               | 0                | 0                | 0                | --               | 4                | —        | —        | —        | —        | —        | —        |
| 2010/11         | Торос           | Нефтекамск      | ВХЛ             | 22               | 1                | 0                | 1                | +7               | 18               | 5        | 0        | 0        | 0        | -4       | 6        |
| 2011/12         | Салават Юлаев   | Уфа             | КХЛ             | 5                | 0                | 0                | 0                | +1               | 2                | —        | —        | —        | —        | —        | —        |
| 2011/12         | Торос           | Нефтекамск      | ВХЛ             | 38               | 4                | 5                | 9                | +4               | 14               | 4        | 0        | 1        | 1        | -1       | 2        |
| 2012/13         | Дизель          | Пенза           | ВХЛ             | 38               | 1                | 7                | 8                | 9                | 28               | 3        | 1        | 1        | 2        | -2       | 8        |
| 2013/14         | Дизель          | Пенза           | ВХЛ             | 0                | 0                | 0                | 0                | 0                | 0                |          |          |          |          |          |          |
| Всего в КХЛ     | Всего в КХЛ     | Всего в КХЛ     | Всего в КХЛ     | 16               | 0                | 0                | 0                | +1               | 6                | —        | —        | —        | —        | —        | —        |
| Всего в карьере | Всего в карьере | Всего в карьере | Всего в карьере | 345              | 15               | 32               | 47               | +49              | 260              | 39       | 1        | 4        | 5        | -6       | 30       |